# 한스타
한스타(HanStar)는 실시간 전략 시뮬레이션 스타크래프트를 한글화 상태로 실행하는 프로그램이다.

## 개요
스타크래프트는 대한민국에 발매된 초창기에는 배틀넷 화면 외 게임 진행시 등에는 한국어 사용이 불가능하였다. 한스타라는 프로그램의 등장으로 싱글플레이 미션 한글화, 게임진행 중 한글 대화 가능 등으로 당시에 큰 성공을 거두었고 당시 한국 스타크래프트 이용자들의 필수품이 되기도 했다. 게다가 당시에는 한글화된 유즈맵이 없었으나 한스타의 등장으로 한글 유즈맵을 등장시키는 계기도 되었다. 최초로 한글화된 유즈맵은 '엘리멘탈 알피지'라는 맵이다.
그러나 스타크래프트 1.13 버전 이후 한국어로 언어를 사용을 하면 게임 자체에서 한글 사용이 가능해짐에 따라 한스타의 사용률이 낮아지고 결국 한스타의 개발은 취소되었다.